# Bionicle 2. – Metru Nui legendája
A Bionicle 2. – Metru Nui legendája (eredeti cím: Bionicle 2: Legends of Metru-Nui) 2004-ben bemutatott amerikai–dán 2D-s számítógépes animációs film, amelynek a rendezői Terry Shakespeare és David Molina, az írói Bob Thompson, Greg Klein, Henry Gilroy és Tom Pugsley, a producere Sue Shakespeare, a zeneszerzője Nathan Furst. A mozifilm a Miramax Films, a The Lego Group, a Create TV & Film és a Creative Capers Entertainment gyártásában készült, a Miramax Home Entertainment forgalmazásában jelent meg. Műfaját tekintve akciófilm, sci-fi film és fantasyfilm.
Amerikában 2004. október 19-én mutatták be DVD-n, Magyarországon pedig 2004-be mutatták be.

## Szereplők
| Szereplő                 | Eredeti hang        | Magyar hang           |
| ------------------------ | ------------------- | --------------------- |
| Vakama                   | Alessandro Juliani  | Schmied Zoltán        |
| Turaga Vakama (Narrátor) | Christopher Gaze    | Papp János            |
| Nokama                   | Tabitha St. Germain | Nagy-Németh Borbála   |
| Lhikan                   | Michael Dobson      | Jakab Csaba           |
| Krekka                   | Michael Dobson      | Forgács Gábor         |
| Matau                    | Brian Drummond      | Crespo Rodrigo        |
| Onewa                    | Brian Drummond      | Hevér Gábor           |
| Whenua                   | Paul Dobson         | Király Attila         |
| Nidhiki                  | Paul Dobson         | Melis Gábor           |
| Nuju                     | Trevor Devall       | Bede-Fazekas Szabolcs |
| Makuta                   | Lee Tockar          | Vass Gábor            |
| Kongu                    | Lee Tockar          | Háda János            |